# Oligodon forbesi
Oligodon forbesi är en ormart som beskrevs av Boulenger 1883. Oligodon forbesi ingår i släktet Oligodon och familjen snokar. Inga underarter finns listade i Catalogue of Life.
Arten förekommer på Tanimbaröarna i östra Indonesien. Den lever främst i lövfällande skogar med monsunregn under vissa årstider.
Skogsbruk är inte etablerat på öarna. IUCN kategoriserar arten globalt som livskraftig.